# Patagonie
Patagonie (španělsky Patagonia) je označení pro rozsáhlé území na jihu Jižní Ameriky. Na východě (v Argentině) je ze severu ohraničena řekou Colorado, na západě (v Chile) je severní hranice neostrá, obvykle se za hranici považuje region Araukánie či geologický zlom Huincul. Většina Patagonie náleží Argentině, menší část pak Chile. Na jihu Patagonie se nachází souostroví Ohňová země – to je rozděleno mezi Chile a Argentinu.
Patagonie má rozlohu asi 1 milion km² a žije zde asi 2,5 milionu obyvatel, takže jde celkově o řídce obydlenou oblast.
V historii se celá jižní část jihoamerického kontinentu nazývala Patagonie. Území jižně od oblastí již kolonizovaných Evropany byla kartografům celkem neznámá a od roku 1522 až do 18. století na mapách bývala nazývána Patagonie (jižně od ústí Río de la Plata). Nedostatečná znalost území a nevyhnutelná nepřesnost map vedly k tomu, že územní vymezení místokrálovských provincií bylo v 16.–19. stol. obtížné.
Španělská koruna v Patagonii uplatňovala své panství, ale snahy o ovládnutí celého patagonského území vyvolávaly odpor místního obyvatelstva. Boje probíhaly s příslušníky etnika Mapučové (celé 17. století). Jižní hranici chilského guvernorátu byla na řece Bío-Bío. Dobytí území ovlivňoval i odpor obyvatel souostroví Chiloé. Od 18. století podléhalo území Patagonie přímo Místokrálovství Peru. Nepřetržité útoky domorodců z pamp udržovaly pohyblivou hranici i proti Portugalcům přicházejícím většinou od Buenos Aires. Východní Patagonii se snažilo bránit etnikum Tsonek (Tehuelčové).

## Geografie
Podnebí se liší v závislosti na zeměpisné šířce a straně And, ale v zásadě lze říci, že je pro lidské osídlení zejména v jižní části nehostinné. V zemědělské produkci převažuje pastevectví, případně pěstování nenáročných plodin, jako jsou brambory.

### Západní Patagonie
Západní (chilská) Patagonie se nachází na západní straně And, má chladné a extrémně vlhké podnebí s vysokými srážkovými úhrny v důsledku studeného Humboldtova proudu. V její severní části se nachází poměrně rovinatá oblast mezi Pobřežním pohořím (Cordillera de la Costa) a Andami. Nacházejí se zde jezera Panguipulli, Riñihue, Ranco, Llanquihue, Puyehue, Rupanco a jezero Všech svatých. K významným sopkám této oblasti patří Osorno, Puntiagudo, Cerro Tronador, Puyehue, Mocho a Calbuco. Nachází se zde také souostroví Chiloé s největším ostrovem Chiloé.
Oblast je zemědělsky využívaná a relativně osídlena – k významným městům této oblasti patří Valdivia, Osorno, La Unión, Frutillar, Llanquihue, Puerto Varas a Puerto Montt.
Jižní chilská část je oproti tomu velmi hornatá, vrcholy stoupají strmě přímo z oceánu a pobřeží je rozdrobené v důsledku ledovcové aktivity – nacházejí se zde stovky ostrovů. Reliéf je glaciální s velkým množstvím ledovců (nejvýznamnější jsou ledovce Jihopatagonského ledovcového pole a Severopatagonského ledovcového pole), které dosahují místy až k mořské hladině. V době pleistocénu byl rozsah zalednění mnohem větší a ledovce vytvořily hluboká údolí při pobřeží, která jsou zaplavena a vytváří tak hluboké zálivy zvané fjordy. Najdeme zde pouze několik měst, např. Chaitén, Aysén, Puerto Cisnes, Coyhaique, Puerto Natales a Punta Arenas. Coyhaique se nachází v údolí částečně chráněném hřebeny And, takže srážkové úhrny jsou tu nižší. Punta Arenas se nachází na břehu Magalhãesova průlivu a je taktéž chráněno před srážkami hřebeny And na západě.
Chilská část zasahuje do regionů:
- Los Ríos s provinciemi Valdivia a Ranco
- Los Lagos s provinciemi Chiloé, Llanquihue, Osorno a Palena
- Aysén s provinciemi Aysén, Capitán Prat, Coihaique a General Carrera
- Magallanes a Chilská Antarktida s provinciemi Magallanes, Ohňová země (Tierra del Fuego) a Poslední naděje (Última Esperanza)

### Východní Patagonie
Východní (argentinská) Patagonie se vyznačuje suchým a relativně teplejším podnebím, jelikož srážky jsou blokovány Andami. V důsledku toho se na většině území nachází step či polopoušť. Tu protínají řeky stékající z And, ale půda je většinou neúrodná. Největším městem celé Patagonie je Neuquén, nacházející se na severu argentinské Patagonie, který má 265 000 obyvatel. Mezi další města patří Comodoro Rivadavia, Río Gallegos, San Carlos de Bariloche na úpatí And a Ushuaia na samém jihu ostrova Isla Grande de Tierra del Fuego.
Argentinská část Patagonie s rozlohou 765 720 km² se rozkládá v pěti provinciích (od severu k jihu):
- Neuquén
- Río Negro
- Chubut
- Santa Cruz
- Tierra del Fuego

## Ochrana přírody
Na území Patagonie se rozkládá mnoho národních parků a rezervací. Patří mezi ně:

### Argentina
- Národní park Tierra del Fuego
- Národní park Los Glaciares
- Národní park Perito Moreno
- Národní park Los Alerces
- Národní park Lago Puelo
- Národní park Nahuel Huapi
- Národní park Lanín
- mořský park Yaganes

### Chile
- Národní park Torres del Paine
- Alerce Andino
- Alerce Costero
- Národní park Vicente Pérez Rosales
- Národní park Bernardo O'Higgins
- Národní park Cerro Castillo
- Laguna San Rafael
- Národní park Cabo de Hornos
- Národní park Alberto de Agostini
- Národní park Isla Magdalena
- Queulat
- Národní park Corcovado
- Národní park Hornopirén
- Národní park Puyehue
- Národní park Patagonia
- Yendegaia

## Paleontologie
Oblast Patagonie je světově proslulá zejména svými paleontologickými objevy, především pak početnými zkamenělinami druhohorních dinosaurů. Právě v této oblasti bylo objeveno více než sto druhů dinosaurů, včetně největších známých suchozemských živočichů všech dob, obřích sauropodních dinosaurů rodů Argentinosaurus, Patagotitan, Futalognkosaurus, Notocolossus a mnoha dalších. Byly zde také objeveny početné exempláře obřích sauropodních dinosaurů, kteří mohli být největšími suchozemskými tvory všech dob.

## Galerie

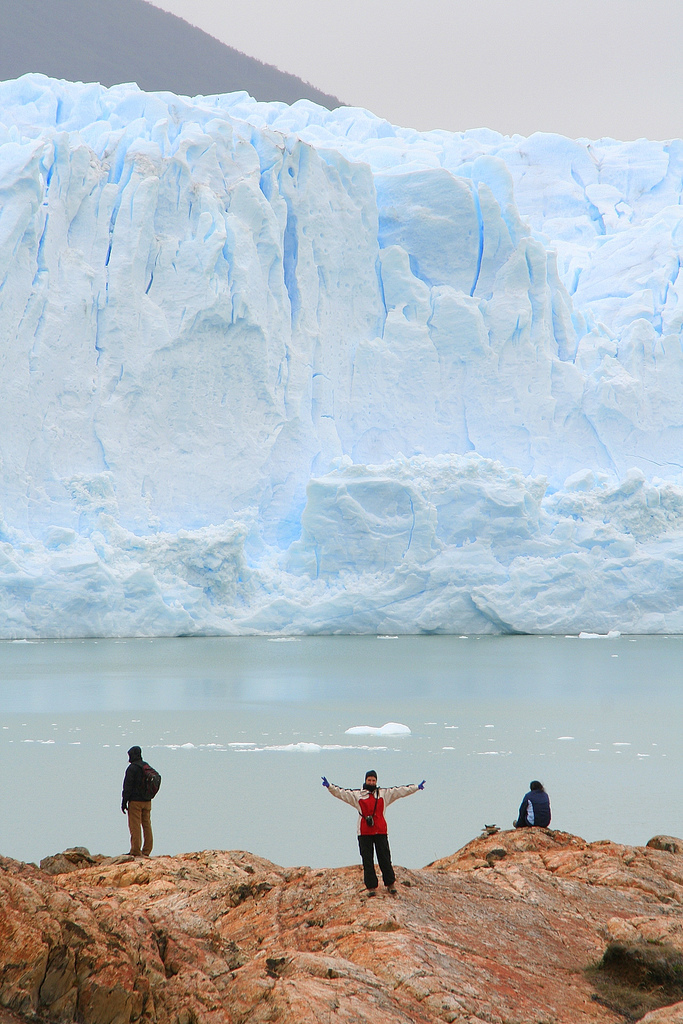
ledovec Perito Moreno
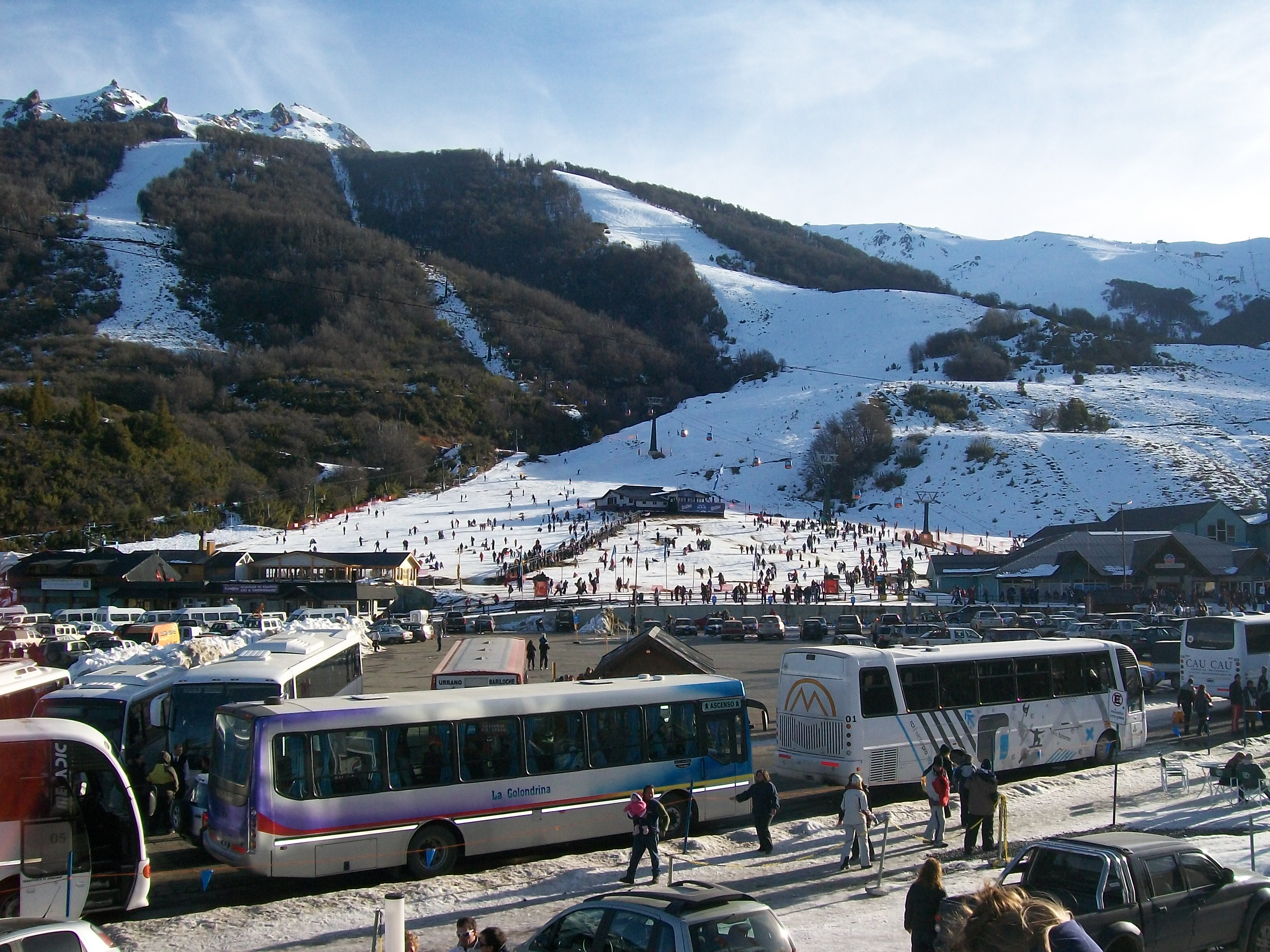
lyžařský areál v San Carlos de Bariloche
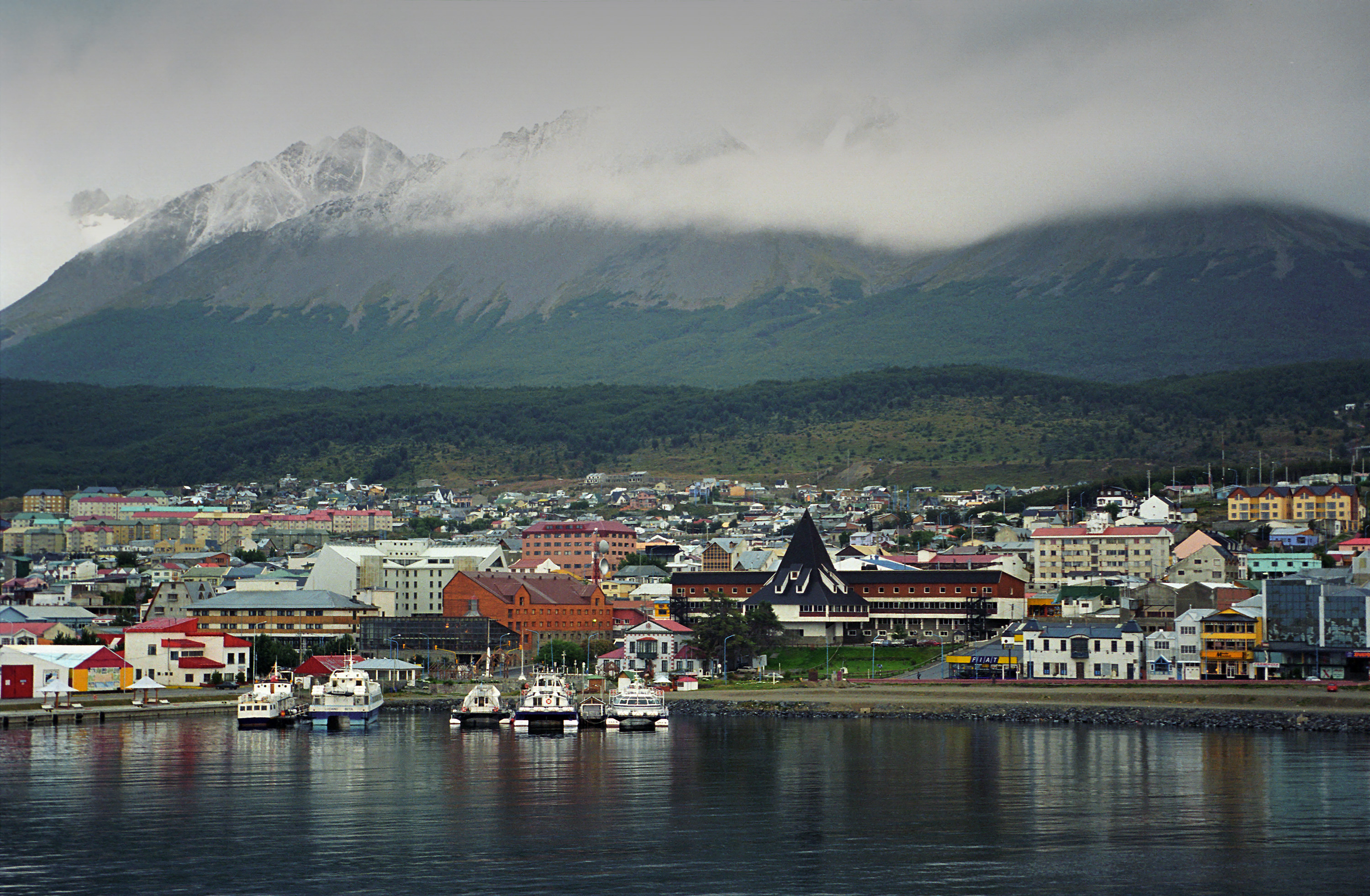
přístav ve městě Ushuaia
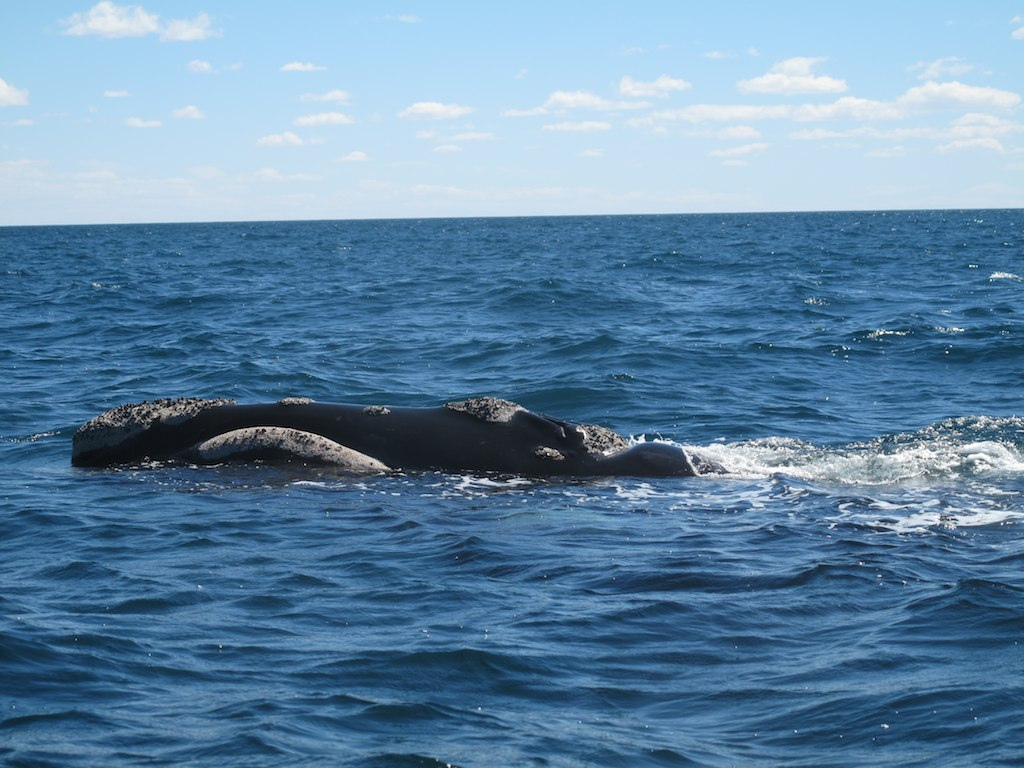
Velryba u poloostrova Valdés